# Indicador de combustible
En automoció i aeroespacial enginyeria, un indicador de combustible és una instrument s'usa per a indicar la quantitat de combustible en el dipòsit de combustible combustible. En enginyeria elèctrica, el terme s'utilitza per a determinar l'estat de càrrega dels acumuladors.

## Vehicles de motor

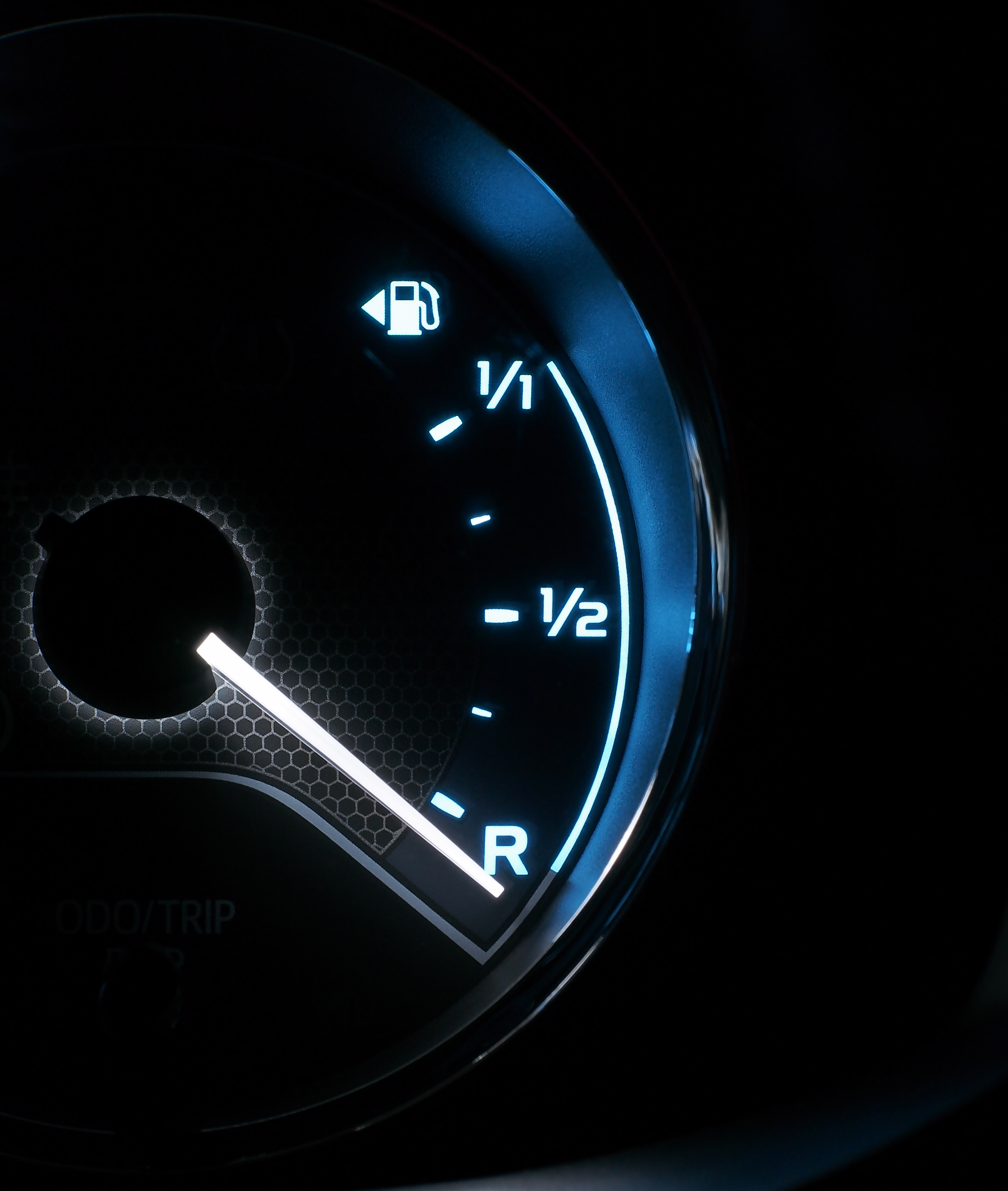
Un aforador de combustible analògic en un Toyota Corolla del 2016.

El mètode de funcionament en vehicles consta de dues parts:
- La unitat sensora: al tanc
- L'indicador: al tauler de control

La unitat d'enviament normalment està composta per una boia o flotador, que està connectada a un potenciòmetre. A mesura que el dipòsit es buida, la boia flotant baixa, reduint la resistència del potenciòmetre que es veu reflectit a l'indicador del tauler de control. A més a més, quan la resistència arriba a un cert punt, també activa la «llum de reserva».
D'altra banda, la unitat d'indicació (normalment implementada al quadre de comandament) mesura i mostra elèctricament la quantitat de flux a través de la unitat d'enviament. Quan el nivell de combustible al tanc és alt i el flux de corrent a través del potenciòmetre serà el màxim, indicant que és ple. Quan més buit estigui el tanc, el flux de corrent a través del potenciòmetre serà menor, per la qual cosa l'agulla es trobarà més avall.

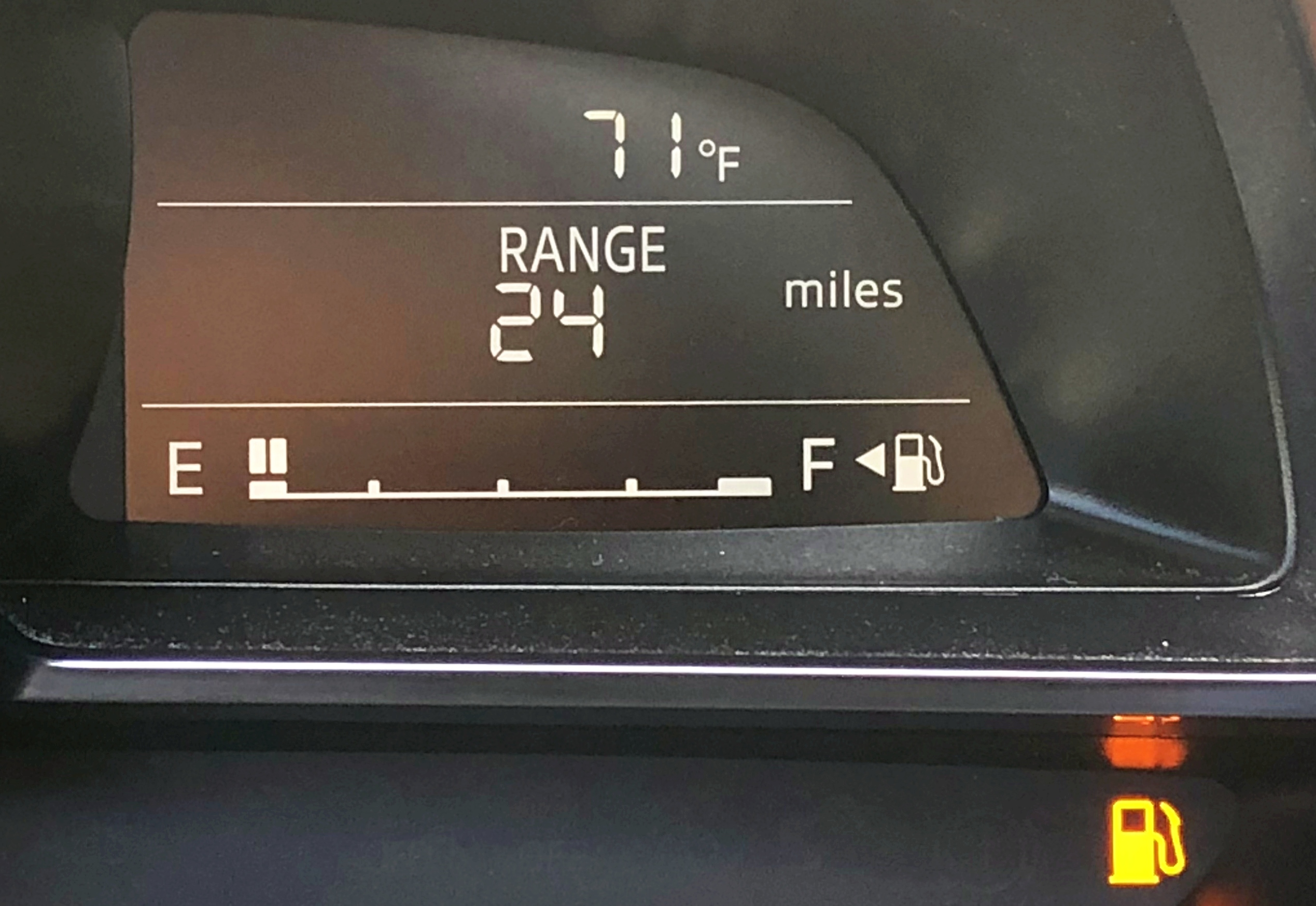
Indicador de combustible digital a un Mazda 3 de 2018.

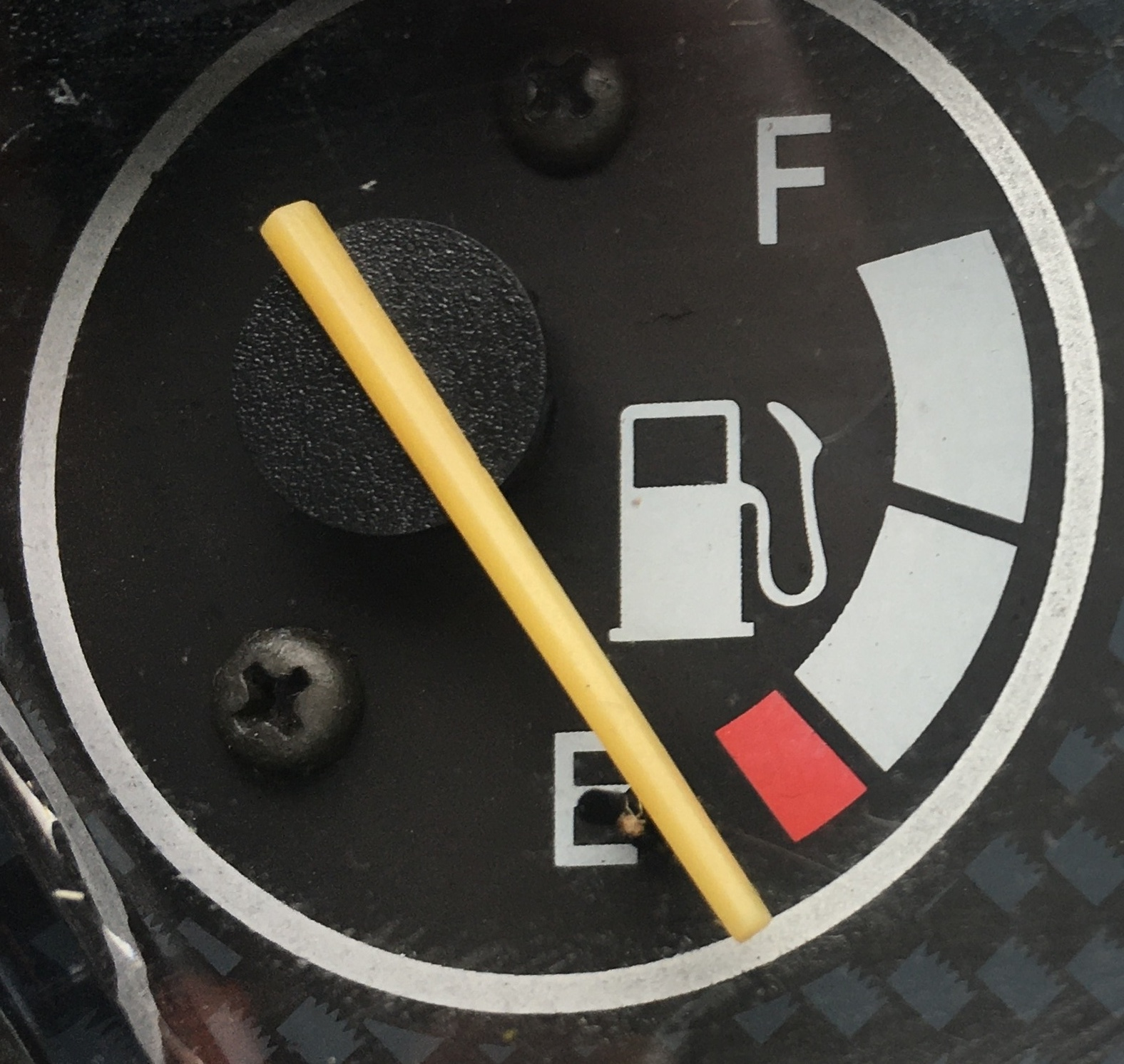
Indicador de combustible analògic en una moto de 49 xinesa de 2008, amb el pictograma internacional d'un sortidor de combustible.

## Aeronaus
Actualment és comú l'ús d'aforadors de combustible del tipus magnetoresistència en aeronaus petites, com a avionetes, oferint una potencial alternativa a l'ús automobilístic. Aquests sensors de nivell del combustible funcionen de forma similar al potenciòmetre, mitjançant un sensor segellat on es troba el flotador que determina la posició angular d'un parell d'imants que es troben a cada extrem. Aquests són altament precisos i lelectrònica es troba completament fora del dipòsit de combustible. Les resistències magnètiques són adequades per a tot tipus de combinacions de fluid o combustible, incloent LPG i LNG. La indicació de nivell de combustible per a aquests emissors pot ser mitjançant voltatge radiomètric o Bus CAN digital.